# Ernest Ebongué
Ernest Lottin Ebongué (Yaoundé, 15 maggio 1962) è un ex calciatore camerunese, di ruolo attaccante.

## Carriera

### Nazionale
Conta 42 presenze e 9 reti con la Nazionale maggiore, disputando cinque edizioni della Coppa d'Africa in cui ottenne il primo posto nel 1984 per poi essere sconfitto nella finale dell'edizione successiva. Ha fatto anche parte della rosa dei convocati al Mondiale del 1982 in Spagna senza mai scendere in campo, e alle Olimpiadi di Los Angeles del 1984 durante le quali disputò due incontri del primo turno.

## Statistiche

### Cronologia presenze e reti in nazionale
Fonte:

| Cronologia completa delle presenze e delle reti in nazionale ― Camerun | Cronologia completa delle presenze e delle reti in nazionale ― Camerun | Cronologia completa delle presenze e delle reti in nazionale ― Camerun | Cronologia completa delle presenze e delle reti in nazionale ― Camerun | Cronologia completa delle presenze e delle reti in nazionale ― Camerun | Cronologia completa delle presenze e delle reti in nazionale ― Camerun | Cronologia completa delle presenze e delle reti in nazionale ― Camerun | Cronologia completa delle presenze e delle reti in nazionale ― Camerun |
| Data                                                                   | Città                                                                  | In casa                                                                | Risultato                                                              | Ospiti                                                                 | Competizione                                                           | Reti                                                                   | Note                                                                   |
| ---------------------------------------------------------------------- | ---------------------------------------------------------------------- | ---------------------------------------------------------------------- | ---------------------------------------------------------------------- | ---------------------------------------------------------------------- | ---------------------------------------------------------------------- | ---------------------------------------------------------------------- | ---------------------------------------------------------------------- |
| 19-4-1981                                                              | Lomé                                                                   | Togo                                                                   | 2 – 2                                                                  | Camerun                                                                | Qual. Coppa d'Africa 1982                                              | 2                                                                      |                                                                        |
| 16-8-1981                                                              | Yaoundé                                                                | Camerun                                                                | 5 – 1                                                                  | Madagascar                                                             | Qual. Coppa d'Africa 1982                                              | -                                                                      |                                                                        |
| 30-8-1981                                                              | Antananarivo                                                           | Madagascar                                                             | 1 – 2                                                                  | Camerun                                                                | Qual. Coppa d'Africa 1982                                              | -                                                                      |                                                                        |
| 15-11-1981                                                             | Kenitra                                                                | Marocco                                                                | 0 – 2                                                                  | Camerun                                                                | Qual. Mondiali 1982                                                    | -                                                                      |                                                                        |
| 5-3-1982                                                               | Tripoli                                                                | Camerun                                                                | 1 – 1                                                                  | Tunisia                                                                | Coppa d'Africa 1982 - 1º turno                                         | -                                                                      |                                                                        |
| 12-3-1982                                                              | Tripoli                                                                | Libia                                                                  | 0 – 0                                                                  | Camerun                                                                | Coppa d'Africa 1982 - 1º turno                                         | -                                                                      |                                                                        |
| 3-4-1983                                                               | Maputo                                                                 | Mozambico                                                              | 3 – 0                                                                  | Camerun                                                                | Qual. Coppa d'Africa 1984                                              | -                                                                      |                                                                        |
| 24-4-1983                                                              | Yaoundé                                                                | Camerun                                                                | 4 – 0                                                                  | Mozambico                                                              | Qual. Coppa d'Africa 1984                                              | 2                                                                      |                                                                        |
| 14-8-1983                                                              | Yaoundé                                                                | Camerun                                                                | 5 – 0                                                                  | Sudan                                                                  | Qual. Coppa d'Africa 1984                                              | 1                                                                      |                                                                        |
| 28-8-1983                                                              | Khartoum                                                               | Sudan                                                                  | 2 – 0                                                                  | Camerun                                                                | Qual. Coppa d'Africa 1984                                              | -                                                                      |                                                                        |
| 4-3-1984                                                               | Abidjan                                                                | Egitto                                                                 | 0 – 1                                                                  | Camerun                                                                | Coppa d'Africa 1984 - 1º turno                                         | -                                                                      |                                                                        |
| 7-3-1984                                                               | Abidjan                                                                | Camerun                                                                | 4 – 1                                                                  | Togo                                                                   | Coppa d'Africa 1984 - 1º turno                                         | -                                                                      |                                                                        |
| 10-3-1984                                                              | Abidjan                                                                | Costa d'Avorio                                                         | 0 – 2                                                                  | Camerun                                                                | Coppa d'Africa 1984 - 1º turno                                         | -                                                                      |                                                                        |
| 14-3-1984                                                              | Abidjan                                                                | Algeria                                                                | 0 – 0 dts (4 – 3 dtr)                                                  | Camerun                                                                | Coppa d'Africa 1984 - Semifinale                                       | -                                                                      |                                                                        |
| 18-3-1984                                                              | Abidjan                                                                | Nigeria                                                                | 1 – 3                                                                  | Camerun                                                                | Coppa d'Africa 1984 - Finale                                           | 1                                                                      |                                                                        |
| 4-10-1984                                                              | Seul                                                                   | Corea del Sud                                                          | 5 – 0                                                                  | Camerun                                                                | Amichevole                                                             | -                                                                      |                                                                        |
| 10-12-1984                                                             | Brazzaville                                                            | Camerun                                                                | 2 – 0                                                                  | Cecoslovacchia                                                         | Coppa UDEAC                                                            | -                                                                      |                                                                        |
| 14-12-1984                                                             | Brazzaville                                                            | Camerun                                                                | 0 – 0                                                                  | Gabon                                                                  | Coppa UDEAC                                                            | -                                                                      |                                                                        |
| 17-12-1984                                                             | Brazzaville                                                            | Camerun                                                                | 7 – 1                                                                  | Rep. Centrafricana                                                     | Coppa UDEAC                                                            | -                                                                      |                                                                        |
| 20-12-1984                                                             | Brazzaville                                                            | Camerun                                                                | 2 – 2 dts (5 – 4 dtr)                                                  | Congo-Brazzaville                                                      | Coppa UDEAC                                                            | -                                                                      |                                                                        |
| 3-2-1985                                                               | Seul                                                                   | Camerun                                                                | 1 – 0                                                                  | Egitto                                                                 | Amichevole                                                             | -                                                                      |                                                                        |
| 8-3-1986                                                               | Alessandria d'Egitto                                                   | Camerun                                                                | 3 – 2                                                                  | Zambia                                                                 | Coppa d'Africa 1986 - 1º turno                                         | -                                                                      |                                                                        |
| 11-3-1986                                                              | Alessandria d'Egitto                                                   | Camerun                                                                | 1 – 1                                                                  | Marocco                                                                | Coppa d'Africa 1986 - 1º turno                                         | -                                                                      |                                                                        |
| 14-3-1986                                                              | Alessandria d'Egitto                                                   | Camerun                                                                | 3 – 2                                                                  | Algeria                                                                | Coppa d'Africa 1986 - 1º turno                                         | -                                                                      |                                                                        |
| 17-3-1986                                                              | Alessandria d'Egitto                                                   | Camerun                                                                | 1 – 0                                                                  | Costa d'Avorio                                                         | Coppa d'Africa 1986 - Semifinale                                       | -                                                                      |                                                                        |
| 21-3-1986                                                              | Il Cairo                                                               | Egitto                                                                 | 0 – 0 dts (5 – 4 dtr)                                                  | Camerun                                                                | Coppa d'Africa 1986 - Finale                                           | -                                                                      |                                                                        |
| 27-8-1989                                                              | Yaoundé                                                                | Camerun                                                                | 1 – 0                                                                  | Nigeria                                                                | Qual. Mondiali 1990                                                    | -                                                                      |                                                                        |
| 8-10-1989                                                              | Yaoundé                                                                | Camerun                                                                | 2 – 0                                                                  | Tunisia                                                                | Qual. Mondiali 1990                                                    | -                                                                      |                                                                        |
| 19-11-1989                                                             | Tunisi                                                                 | Tunisia                                                                | 0 – 2                                                                  | Camerun                                                                | Qual. Mondiali 1990                                                    | -                                                                      |                                                                        |
| 3-3-1990                                                               | Annaba                                                                 | Zambia                                                                 | 1 – 0                                                                  | Camerun                                                                | Coppa d'Africa 1990 - 1º turno                                         | -                                                                      |                                                                        |
| 6-3-1990                                                               | Annaba                                                                 | Senegal                                                                | 2 – 0                                                                  | Camerun                                                                | Coppa d'Africa 1990 - 1º turno                                         | -                                                                      |                                                                        |
| 9-12-1990                                                              | Brazzaville                                                            | Camerun                                                                | 2 – 1                                                                  | Gabon                                                                  | Coppa UDEAC                                                            | 1                                                                      |                                                                        |
| 9-12-1990                                                              | Brazzaville                                                            | Camerun                                                                | 3 – 0                                                                  | Rep. Centrafricana                                                     | Coppa UDEAC                                                            | -                                                                      |                                                                        |
| 15-12-1990                                                             | Brazzaville                                                            | Camerun                                                                | 1 – 0                                                                  | Cecoslovacchia                                                         | Coppa UDEAC                                                            | -                                                                      |                                                                        |
| 18-12-1990                                                             | Brazzaville                                                            | Congo-Brazzaville                                                      | 2 – 1                                                                  | Camerun                                                                | Coppa UDEAC                                                            | -                                                                      |                                                                        |
| 16-1-1992                                                              | Dakar                                                                  | Camerun                                                                | 1 – 1                                                                  | Zaire                                                                  | Coppa d'Africa 1992 - 1º turno                                         | -                                                                      |                                                                        |
| 19-1-1992                                                              | Dakar                                                                  | Camerun                                                                | 1 – 0                                                                  | Senegal                                                                | Coppa d'Africa 1992 - Quarti di finale                                 | 1                                                                      |                                                                        |
| 23-1-1992                                                              | Dakar                                                                  | Costa d'Avorio                                                         | 0 – 0 dts (1 – 3 dtr)                                                  | Camerun                                                                | Coppa d'Africa 1992 - Semifinale                                       | -                                                                      |                                                                        |
| 25-1-1992                                                              | Dakar                                                                  | Camerun                                                                | 1 – 2                                                                  | Nigeria                                                                | Coppa d'Africa 1992 - Finale 3º posto                                  | -                                                                      |                                                                        |
| 10-1-1993                                                              | Kinshasa                                                               | Zaire                                                                  | 1 – 2                                                                  | Camerun                                                                | Qual. Mondiali 1994                                                    | 1                                                                      |                                                                        |
| 17-1-1993                                                              | Lobamba                                                                | eSwatini                                                               | 0 – 0                                                                  | Camerun                                                                | Qual. Mondiali 1994                                                    | -                                                                      |                                                                        |
| 18-4-1993                                                              | Yaoundé                                                                | Camerun                                                                | 3 – 1                                                                  | Guinea                                                                 | Qual. Mondiali 1994                                                    | -                                                                      |                                                                        |
| 25-4-1993                                                              | Yaoundé                                                                | Camerun                                                                | 0 – 0                                                                  | Gabon                                                                  | Qual. Coppa d'Africa 1994                                              | -                                                                      |                                                                        |
| Totale                                                                 |                                                                        | Presenze                                                               | 42                                                                     |                                                                        | Reti                                                                   | 9                                                                      |                                                                        |

| Cronologia completa delle presenze e delle reti in nazionale ― Camerun Olimpica | Cronologia completa delle presenze e delle reti in nazionale ― Camerun Olimpica | Cronologia completa delle presenze e delle reti in nazionale ― Camerun Olimpica | Cronologia completa delle presenze e delle reti in nazionale ― Camerun Olimpica | Cronologia completa delle presenze e delle reti in nazionale ― Camerun Olimpica | Cronologia completa delle presenze e delle reti in nazionale ― Camerun Olimpica | Cronologia completa delle presenze e delle reti in nazionale ― Camerun Olimpica | Cronologia completa delle presenze e delle reti in nazionale ― Camerun Olimpica |
| Data                                                                            | Città                                                                           | In casa                                                                         | Risultato                                                                       | Ospiti                                                                          | Competizione                                                                    | Reti                                                                            | Note                                                                            |
| ------------------------------------------------------------------------------- | ------------------------------------------------------------------------------- | ------------------------------------------------------------------------------- | ------------------------------------------------------------------------------- | ------------------------------------------------------------------------------- | ------------------------------------------------------------------------------- | ------------------------------------------------------------------------------- | ------------------------------------------------------------------------------- |
| 30-7-1984                                                                       | Annapolis                                                                       | Jugoslavia olimpica                                                             | 2 – 1                                                                           | Camerun olimpica                                                                | Olimpiadi 1984 - 1º turno                                                       | -                                                                               |                                                                                 |
| 1-8-1984                                                                        | Boston                                                                          | Camerun olimpica                                                                | 1 – 0                                                                           | Iraq olimpica                                                                   | Olimpiadi 1984 - 1º turno                                                       | -                                                                               |                                                                                 |
| Totale                                                                          |                                                                                 | Presenze                                                                        | 2                                                                               |                                                                                 | Reti                                                                            | 0                                                                               |                                                                                 |

## Palmarès

### Club

#### Competizioni nazionali
- Campionato camerunese: 3

Tonnerre Yaoundé: 1981, 1983, 1984
- Supercoppa di Portogallo: 1

Vitória Guimarães: 1988

### Nazionale
- Coppa d'Africa: 1

Costa d'Avorio 1984